# Ізраїль на зимових Олімпійських іграх 2002
Ізраїль на зимових Олімпійських іграх 2002 року, в американському місті Солт-Лейк-Сіті, був представлений 5 спортсменами (2 чоловіками та 3 жінками) у 2 видах спорту (шорт-трек та фігурне катання). Прапороносцем на церемоніях відкриття та закриття Олімпійських ігор була фігуристка Галіт Хаїт.
Ізраїль втретє взяв участь у зимових Олімпійських іграх. Ізраїльські спортсмени не завоювали жодної медалі.

## Фігурне катання
| Дисципліна     | Спортсмени                       | CD1 | CD2 | SP/OD | FS/FD | Разом | Разом |
| Дисципліна     | Спортсмени                       | FP  | FP  | FP    | FP    | TFP   | Місце |
| -------------- | -------------------------------- | --- | --- | ----- | ----- | ----- | ----- |
| Танці на льоді | Галіт Хаїт Сергій Сахновський    | 6   | 6   | 6     | 6     | 12.0  | 6     |
| Танці на льоді | Наталія Гудина Олексій Білецький | 19  | 19  | 19    | 19    | 38.0  | 19    |

## Шорт-трек
|       | Спортсмен     | Дисципліна | Гіт      | Гіт | Чвертьфінал | Чвертьфінал | Півфінал      | Півфінал      | Фінал         | Фінал |
| Час   | Спортсмен     | Дисципліна | Місце    | Час | Місце       | Час         | Місце         | Час           | Місце         |       |
| ----- | ------------- | ---------- | -------- | --- | ----------- | ----------- | ------------- | ------------- | ------------- | ----- |
| Жінки | Ольга Данілов | 500 м      | 46.422   | 2 Q | 46.695      | 4           | не пройшла    | не пройшла    | не пройшла    | 16    |
| Жінки | Ольга Данілов | 1000 м     | 1:42.767 | 3   | не пройшла  | не пройшла  | не пройшла    | не пройшла    | не пройшла    | 21    |
| Жінки | Ольга Данілов | 1500 м     | 2:32.458 | 3 Q | 2:36.114    | 5           | не фінішувала | не фінішувала | не фінішувала | 14    |